# La Dolfina

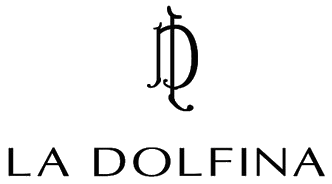
Logo

La Dolfina  (aktueller Name La Dolfina Hope Funds auf Wunsch des Sponsors) ist der Name eines argentinischen Polo-Teams, eines Poloclubs in der Nähe von Buenos Aires und für eine Bekleidungsfirma, die Sportbekleidung für Polospieler herstellt.

## Poloteam
Das La Dolfina Polo Team wurde 1997 von Adolfo Cambiaso und Bartolomé Castagnola gegründet und gehört zu den erfolgreichsten Poloteams der Gegenwart. Seit 2005 sind Lucas Monteverde und Mariano Aguerre weitere Mitspieler. Die Mannschaft spielt ausschließlich auf argentinischen Poloturnieren.
Seit 2000 spielt La Dolfina beim Argentine Open mit und hat in dieser Zeit, nur im Jahr 2004 nicht, das Finale erreicht. In den Jahren 2002, 2005, 2006, 2007, 2009, 2011, 2013, 2014, 2015, 2016 und 2017 gewann das Team dieses prestigeträchtige Turnier. Nach dem Sieg 2007 wurde das Handicap von Lucas Monteverde auf 10 heraufgesetzt, so dass das Team-Handicap nun 40 beträgt. 2008 riss die Siegesserie ab, als die Mannschaft das Finale gegen Ellerstina (Facundo Pieres, Gonzalo Pieres, Pablo Mac Donough, Juan Martín Nero) 12-13 in der Verlängerung verlor. 2009 spielte La Dolfina wieder im Finale der Argentine Open gegen Ellerstina und gewann 17-16.
La Dolfina hat außerdem viermal die Hurlingham Open gewonnen, die als das zweitwichtigste Poloturnier der Welt gilt. and 2012.
2013 gewann La Dolfina die Argentinische Triple Crown des Polo, die als die höchste Ehre in der Polo-Welt gilt, in dem sie Ellerstina in den Finalen von der Tortugas Open und der Hurlingham Open schlugen und dann Alegria im Finale der Argentine Open in Palermo. 2014 gewann das Team wiederum die Triple Crown, nachdem es in allen drei Finalen Ellerstina schlug. Mit diesen Siegen gelang es La Dolfina als zweitem Team in der Geschichte des Polosports die Triple Crown in zwei aufeinander folgenden Jahren zu gewinnen, nachdem Coronel Suárez  das in den Jahren 1974 und 1975 gelang.

## Teamaufstellung
| Jahr | Handicap | Spieler N°1              | Spieler N°2               | Spieler N°3              | Spieler N°4               |
| ---- | -------- | ------------------------ | ------------------------- | ------------------------ | ------------------------- |
| 2016 | 40       | Adolfo Cambiaso (h) (10) | David Stirling (h) (10)   | Pablo Mac Donough (10)   | Juan Martín Nero (10)     |
| 2015 | 40       | Adolfo Cambiaso (h) (10) | David Stirling (h) (10)   | Pablo Mac Donough (10)   | Juan Martín Nero (10)     |
| 2014 | 40       | Adolfo Cambiaso (h) (10) | David Stirling (h) (10)   | Pablo Mac Donough (10)   | Juan Martín Nero (10)     |
| 2013 | 39       | Adolfo Cambiaso (h) (10) | David Stirling (h) (9)    | Pablo Mac Donough (10)   | Juan Martín Nero (10)     |
| 2012 | 40       | Adolfo Cambiaso (h) (10) | David Stirling (h) (10)   | Pablo Mac Donough (10)   | Juan Martín Nero (10)     |
| 2011 | 39       | Adolfo Cambiaso (h) (10) | David Stirling (h) (9)    | Pablo Mac Donough (10)   | Juan Martín Nero (10)     |
| 2010 | 39       | Adolfo Cambiaso (h) (10) | Lucas Monteverde (h) (10) | David Stirling (h) (9)   | Bartolomé Castagnola (10) |
| 2009 | 40       | Adolfo Cambiaso (h) (10) | Lucas Monteverde (h) (10) | Mariano Aguerre (10)     | Bartolomé Castagnola (10) |
| 2008 | 40       | Adolfo Cambiaso (h) (10) | Lucas Monteverde (h) (10) | Mariano Aguerre (10)     | Bartolomé Castagnola (10) |
| 2007 | 39       | Adolfo Cambiaso (h) (10) | Lucas Monteverde (h) (9)  | Mariano Aguerre (10)     | Bartolomé Castagnola (10) |
| 2006 | 39       | Adolfo Cambiaso (h) (10) | Lucas Monteverde (h) (9)  | Mariano Aguerre (10)     | Bartolomé Castagnola (10) |
| 2005 | 36       | Adolfo Cambiaso (h) (10) | Lucas Monteverde (h) (8)  | Mariano Aguerre (9)      | Bartolomé Castagnola (9)  |
| 2004 | 36       | Adolfo Cambiaso (h) (10) | Santiago Chavanne (8)     | Carlos Gracida (9)       | Bartolomé Castagnola (9)  |
| 2003 | 38       | Adolfo Cambiaso (h) (10) | Sebastián Merlos (9)      | Juan Ignacio Merlos (10) | Bartolomé Castagnola (9)  |
| 2002 | 38       | Adolfo Cambiaso (h) (10) | Sebastián Merlos (9)      | Juan Ignacio Merlos (10) | Bartolomé Castagnola (9)  |
| 2001 | 37       | Adolfo Cambiaso (h) (10) | Sebastián Merlos (9)      | Juan Ignacio Merlos (9)  | Bartolomé Castagnola (9)  |
| 2000 | 37       | Adolfo Cambiaso (h) (10) | Sebastián Merlos (9)      | Juan Ignacio Merlos (9)  | Bartolomé Castagnola (9)  |

## Titel
- Triple Corona (3): 2013, 2014, 2015

- Argentinische Open (11): 2002, 2005, 2006, 2007, 2009, 2011, 2013, 2014, 2015, 2016, 2017
- Hurlingham Open (9): 2000, 2001, 2002, 2006, 2011, 2012, 2013, 2014, 2015
- Tortugas Open (4): 2013, 2014, 2015, 2016

- Copa República Argentina (3): 2006, 2009, 2013
- Copa Cámara de Diputados (1): 2006

## La Dolfina Poloclub
Der Poloclub La Dolfina wurde am 28. September 1996 in Vicente Casares, Cañuelas, Argentinien gegründet. Er liegt ca. 60 km südlich von Buenos Aires in der Provinz Buenos Aires. Der Präsident ist Adolfo Cambiaso. Er hat 4 Polofelder und gehört der Kategorie „B“ an. Der Poloclub ist mit der Asociación Argentina de Polo assoziiert.
Jährlich wird dort um den Copa Diamante und den Copa Zafiro gespielt. Um den Copa Diamante wurde das erste Mal 2003 gespielt, er ist Teil des WPT Challenge Cup und das Team-Handicap beträgt 22. Das Turnier findet im November statt, 2008 haben 8 Teams teilgenommen.
Den Copa Zafiro gibt es seit 2006, das Handicap ist auf 16 begrenzt. 2008 haben dort ebenfalls 8 Teams gespielt.

## La Dolfina Polo Lifestyle
Die Firma La Dolfina Polo Lifestyle stellt Oberbekleidung für Herren, Accessoires und Ausrüstung für Polospieler (Helme, Knieschützer, Stiefel und Taschen) her. Sie wurde 2004 von Adolfo Cambiaso gegründet.